# Санта Марија Имбаро
Санта Марија Имбаро (итал. Santa Maria Imbaro) је насеље у Италији у округу Кјети, региону Абруцо.
Према процени из 2011. у насељу је живело 1287 становника. Насеље се налази на надморској висини од 221 м.

## Становништво
Према резултатима пописа становништва 2011. у општини је живело 1.830 становника.
| 1931. | 1936. | 1951. | 1961. | 1971. | 1981. | 1991. | 2001. | 2011. |
| ----- | ----- | ----- | ----- | ----- | ----- | ----- | ----- | ----- |
| 989   | 1.006 | 1.041 | 975   | 1.012 | 1.118 | 1.495 | 1.735 | 1.830 |